# Bay Area Rapid Transit
Bay Area Rapid Transit (сокр. BART; рус. «Скоростная система Зоны залива») — система скоростных электропоездов, находящаяся в области залива Сан-Франциско и соединяющая агломерацию городов Сан-Франциско, Окленд, Беркли, Фримонт, Уолнат-Крик, Дублин, Плезантон, а также Международный аэропорт Сан-Франциско и Международный аэропорт Окленда. В пределах этих городов фактически является метрополитеном и учитывается в числе метрополитенов мира.
Открыта 11 сентября 1972 года. Всего в системе 7 линий общей длиной 211 км, на которых находятся 50 станций. В центре Сан-Франциско, Окленда, Беркли, под проливом, а также между станциями Колма и Сан-Бруно, поезд идёт по тоннелю, причём станции в этом случае выглядят как обычные станции метро. Между станциями Рокридж и Оринда поезд идёт по тоннелю в хребте гор, разделяющих долины Ливермора и залива Сан-Франциско. При этом поезд пересекает горный разлом Хейвард.
Покрытие потолков подземных станций — поглощающие шум ребристые решётки, стены покрыты пористой керамикой или крашеным бетоном; пол выполнен из монолитного бетона. Шероховатая керамическая плитка уложена по краю платформ; такая плитка помогает не скользить пассажирам. На нескольких станциях также есть лифты.
Благодаря длинным перегонам система является скоростной, имея самую большую в мире максимальную скорость движения поездов метро — 130 км/ч и эксплуатационную скорость — 70 км/ч. Максимальная провозная способность — 40 пар 10-вагонных поездов в час. Стоянки на станциях занимают по 20 секунд. Регулировка объёмов движения, в том числе количества вагонов, осуществляется в зависимости от количества пассажиров. Используется система диспетчерского контроля и управления.
Корпуса вагонов выполнены из нержавеющей стали или из алюминиевых сплавов (такие вагоны не окрашены). Окна вагонов сделаны с двойными стёклами, форточки отсутствуют. На полу уложено синтетическое покрытие. Эти меры заметно понижают шум в вагонах. Также в вагонах установлены кондиционеры. У промежуточных вагонов кабин нет.
На линиях используется автоматическая локомотивная сигнализация, имеющая также автоматическое регулирование скорости и бесстыковую рельсовую цепь. Светофоры не применяются. Ширина колеи нетипична для США — 1676 мм, выбрана для лучшей устойчивости и повышенной скорости. Эта ширина колеи характерна для стран полуострова Индостан и Чили с Аргентиной, но в США стандартом является 1435 мм. Для подачи питающего напряжения на электропоезда используется контактный (третий) рельс, расположенный слева по ходу движения.
Проезд по самому длинному участку не превышает 11 долларов по цене и полутора часов по времени в пути (жёлтая ветка). Проезд оплачивается магнитными картами, на которых лежит определённая сумма денег, списываемая в зависимости от пройденного расстояния, или бесконтактными Транслинк, которые используются и на других транспортных системах области залива Сан-Франциско. В центре города Сан-Франциско система интегрирована с подземной трамвайной сетью Muni Metro.

## Линии
Сеть имеет 7 линий, до 2019 года официально они назывались по конечным, с 2019 года также используются и цвета:
- Жёлтая линия[англ.] идёт из Питтсбурга через Окленд, Сан-Франциско и Дейли-Сити в Международный аэропорт Сан-Франциско.
- Красная линия[англ.] идёт из Ричмонда через Окленд и Сан-Франциско в Дейли-Сити и Миллбрай.
- Синяя линия[англ.] идёт из Дейли-Сити через Сан-Франциско, Окленд, Сан-Леандро и Хейуорд в Дублин.
- Оранжевая линия[англ.] идёт из Ричмонда через Окленд, Сан-Леандро, Хейуорд и Юнион-Сити во Фримонт и Сан-Хосе.
- Зелёная линия[англ.] идёт из Дейли-Сити через Сан-Франциско, Окленд, Сан-Леандро, Хейуорд и Юнион-Сити во Фримонт и Сан-Хосе.
- Фиолетовая линия[англ.] соединяет аэропорт и Миллбрай.
- Линия Аэропорта Окленда[англ.] является по сути автоматическим пиплмувером и связывает основную сеть с аэропортом Окленда.